# Laurel Watson
Laurel Watson (* 28. Juni 1911 in Poughkeepsie; † 29. April 2001) war eine amerikanische Blues- und Jazzsängerin.
Watson, über deren Leben wenig bekannt ist, nahm 1938 erstmals mit Don Redman auf. Im folgenden Jahr wechselte sie als Sängerin zur Big Band von Roy Eldridge, mit der es 1939 und 1940 ebenfalls zu Aufnahmen kam. Für Soundies wurde sie von Cootie Williams and His Orchestra begleitet. 1948 nahm sie mit dem Lannie Scott Orchestra auf. Mit dem Septet von Tab Smith spielte sie die Titel Kangaroo Blues / Honey in a Hurry ein. Ab 1984 gehörte sie zur Harlem Blues and Jazz Band, mit der sie 1985 auch in Europa tourte und das Album From Past to Present: Featuring and Dedicated to Laurel Watson (2001) entstand. Der Manager der Band, Al Vollmer, bemerkte, Watson sei „einzigartig und eine der besten Sängerinnen, die ich je gehört habe. Sie hätte viel mehr Anerkennung verdient, als sie bekommen hat“.